# Mythimna pastellinia
Mythimna pastellinia är en fjärilsart som beskrevs av Márton Hreblay och Albert Legrain 1996. Mythimna pastellinia ingår i släktet Mythimna och familjen nattflyn. Inga underarter finns listade i Catalogue of Life.